# ジェイ・エム・エス
株式会社ジェイ・エム・エス（英：JMS CO.,LTD.）は、広島県広島市に本社を置き、輸液や輸血、透析用の使い捨て医療器具などを開発・製造・販売する企業。

## 概要
AVF針（透析用針）で世界的なシェアを持つ。「かけがえのない生命のために」を創業理念に掲げる。医療の安全、医療の効率化、医療を必要とする方のクオリティ・オブ・ライフ向上をキーワードに、製品の開発・製造・販売を行う。
2023年10月20日に東京証券取引所スタンダード市場へ市場変更を実施したが、東証株価指数における段階的ウェイト低減銘柄に指定されていないため、東証株価指数構成銘柄は維持される。
広島市中区の複合文化施設、アステールプラザの命名権を取得しており、2015年6月1日より当施設の名称は「JMSアステールプラザ」となっている。当初の契約期間は2020年3月31日までであったが、その後の更新により、2030年3月31日までとなっている。

## 沿革
以前の歴史については広島血液銀行を参照
- 1965年6月 - 医療機器の製造・販売を目的とし、広島県佐伯郡大野町下更地1990番地(現　広島県廿日市市大野1990番地)に株式会社日本メディカル・サプライ設立(資本金2,500万円)。本社工場(大野工場)竣工。広島市内の開業医である土谷太郎が創業[1]
- 1972年11月 - 広島県三次市に三次工場竣工
- 1978年9月 - 島根県出雲市に出雲工場竣工
- 1979年6月 - シンガポール共和国に100％子会社ジャパン・メディカル・サプライ(シンガポール)プライベート・リミテッド（現社名ジェイ・エム・エス・シンガポール PTE. LTD.）設立
- 1981年12月 - 広島証券取引所に上場
- 1982年12月 - 大証2部に上場
- 1987年6月 - 広島県山県郡千代田町（現　広島県山県郡北広島町）に千代田工場竣工
  - 11月 - 大証1部に指定替え
- 1988年7月 - 中華人民共和国に100％子会社医用材料(ジェイ・エム・エス大連)有限公司設立(1997年1月に大連ジェイ・エム・エス医療器具有限公司に吸収合併)
- 1989年3月 - 東証1部に上場
- 1993年8月 - 米国に100％子会社ジェイ・エム・エス・ノース・アメリカ・コーポレーション設立
  - 12月 - ドイツ連邦共和国のバイオニック・グループ3社を100%子会社として買収後、バイオニック・メディツィンテクニックGmbHとして統合
- 1994年4月 - 現社名「株式会社JMS(登記上は株式会社ジェイ・エム・エス、英文ではJMS CO., LTD.)」に商号変更
  - 7月 - ジェイ・エム・エス・シンガポール PTE. LTD.の100%子会社としてプライベート・リミテッド・ジャパン・メディカル・サプライ・バタム（現社名PT. ジェイ・エム・エス・バタム）をインドネシア共和国に設立
- 1995年7月 - ブラジル連邦共和国に合弁会社ジェイ・エム・エス・ドゥ・ブラジルLTDA.(90％を出資、最終出資比率100％)設立
- 2000年4月 - 東京本社を設置し、広島本社と二本社体制に移行
- 2003年12月 - 島根県出雲市に株式会社ジェイ・オー・ファーマ（33.5%を出資）設立
- 2005年12月 - 大証1部上場廃止
- 2014年5月 - フィリピン共和国に100％子会社ジェイ・エム・エス・ヘルスケア・フィリピン，ＩＮＣ．設立
- 2018年4月 - タイ王国に合弁会社ジェイ・エム・エス・ヘルスケア（タイランド）Co., Ltd. (49％を出資)設立
- 2018年9月 - 大野工場の生産を終了
- 2019年2月 - 経済産業省「健康経営優良法人2019 ～ホワイト500～」に認定
- 2020年7月 - 日本赤十字社より「銀色有功章」を受章
- 2020年9月 - 日本赤十字社「赤十字サポーター」に認定
- 2021年1月 - ゲティンゲ社と人工心肺関連製品の相互製品供給契約を締結
- 2022年3月 - 人工心肺製品が「出雲ブランド商品」に認定
- 2022年4月 - 東京証券取引所プライム市場へ移行
- 2023年10月 - 東京証券取引所スタンダード市場へ市場変更[2]
- 2023年11月 - 中華人民共和国においてジェイ・エム・エス・シンガポールＰＴＥ．ＬＴＤ．の100%子会社としてジェイ・エム・エス医療科技（張家港）有限公司（旧旭化成医療科技（張家港）有限公司）を譲受
- 2025年4月 - 帝人ファーマ株式会社との合弁で設立した「JMS帝人ホームメディカルケア株式会社」が本格的な運営を開始

## 主な取扱製品

### 輸液・栄養領域
- 輸液セット
- 輸液ポンプ
- シリンジ（注射筒）
- ディスポ針（注射針）
- シリンジポンプ
- 抗がん剤調製・投与クローズドシステム
- 経口・経腸栄養システム
- 舌圧測定器
- 舌トレーニング用具
- 医療用手袋
- マスク、キャップ、ガウン（手術用、検診用）などの不織布製品　　ほか

### 透析領域
- 透析用コンソール
- 透析液供給装置
- AVF針（透析用針）
- 人工腎臓用血液回路
- プレフィルドシリンジ製剤
- 腹膜透析液
- APD装置　　　ほか

### 外科治療領域
- 人工心肺装置
- 膜型人工肺
- 人工心肺回路システム
- 血管造影用カテーテル
- 静脈瘤治療デバイス
- AED（自動体外式除細動器）　　　ほか

### 血液・細胞領域
- 血液バッグ
- 血液成分分離バッグ
- 再生医療関連製品　　　ほか

## 拠点
（本社）
- 東京本社 - 東京都港区
- 広島本社 - 広島県広島市中区

（工場）
- 三次工場 - 広島県三次市
- 千代田工場 - 広島県山県郡北広島町
- 出雲工場 - 島根県出雲市

（連結子会社）
- ジェイ・エム・エス・シンガポールPTE. LTD. （シンガポール）
- 大連ジェイ・エム・エス医療器具有限公司（中華人民共和国 遼寧省大連市）
- ジェイ・エム・エス医療科技（張家港）有限公司（中華人民共和国 江蘇省張家港市)
- 株式会社韓国メディカル・サプライ（韓国 ソウル特別市）
- PT.ジェイ・エム・エス・バタム（インドネシア）
- ジェイ・エム・エス・ヘルスケア・フィリピン,INC.（フィリピン バタンガス州）
- ジェイ・エム・エス・ノースアメリカ・コーポレーション（アメリカ カリフォルニア州）
- バイオニック・メディツィンテクニックGmbH（ドイツ ヘッセン州）
- ジェイ・エム・エス・ヘルスケア・タイランド　Co.,Ltd.（タイ サムットプラカーン県）
- ジェイ・エム・エス・サービス株式会社 （広島県広島市安佐南区）

（持分法適用関連会社）
- 株式会社ジェイ・オー・ファーマ （島根県出雲市）
- ＪＭＳ帝人ホームメディカルケア株式会社 （東京都港区)

その他、全国に支店・営業所を持つ。